# Ludy ugryjskie
Ludy ugryjskie – grupa ludów wspólnego pochodzenia, posługujących się językami z grupy ugryjskiej (gałąź ugrofińska w ramach języków uralskich). W skład grupy wchodzą dziś tylko trzy narody: Węgrzy, zamieszkujący Kotlinę Panońską w środkowej Europie oraz Chantowie i Mansowie, tworzący grupę obi-ugryjską, zamieszkujący północno-zachodnią część Syberii, od wschodnich podnóży Uralu po środkowy bieg Obu. Węgrów jest obecnie około 14,5 mln, Chantów – 28 tys., Mansów – 11 tys. W toku dziejów ludy te utraciły wspólne cechy kulturowe i antropologiczne – obecnie podstawą wyróżnienia ludów ugryjskich jest wspólna przeszłość historyczna i pokrewieństwo języków.
Wspólnota pra-ugryjska wyodrębniła się w wyniku rozpadu wspólnoty pra-ugrofińskiej na początku II tysiąclecia p.n.e. Pra-ugrowie zamieszkiwali wówczas tereny między Kamą a zachodnimi podnóżami Uralu, w strefie tajgi i lasostepu. Dość wcześnie doszło do podziału ludów pra-ugryjskich na dwie grupy: północną, zamieszkującą tajgę – przodków dzisiejszej grupy obi-ugryjskiej, i południową, początkowo zamieszkującą lasostep, a następnie stopniowo przesuwającą się na stepy dzisiejszej południowej Rosji – przodków dzisiejszych Węgrów. O podziale zadecydowała skala wykorzystania nowo nabytej umiejętności – hodowli konia. O ile pra-Chantowie i pra-Mansowie nie zmienili zasadniczo swego trybu życia, pozostając myśliwymi, tyle tylko, że konnymi, o tyle pra-Węgrzy stopniowo przeszli całkowicie na pasterstwo, stając się typowymi nomadami Wielkiego Stepu.
Zabytki kultury materialnej i liczne zapożyczenia językowe w języku starowęgierskim świadczą, że plemiona stanowiące przodków dzisiejszych Węgrów nawiązały bliskie kontakty ze stepowymi ludami tureckimi i irańskimi. Wraz z nimi uczestniczyły w wydarzeniach związanych z wędrówką ludów w V wieku n.e., które zapoczątkowały wielką migrację Węgrów na zachód.
Natomiast przodkowie Mansów i Chantów pozostali w dotychczasowych siedzibach. Dane antropologiczne i podobieństwa kultur obi-ugryjskich do kultur północnej Syberii pozwalają na ustalenie, że doszło do migracji na ich tereny niezidentyfikowanego plemienia paleosyberyjskiego o typie mongoloidalnym, które zlało się z pra-obi-ugrami. Efektem było powstanie grupy plemion o wyraźnie mongoloidalnym typie antropologicznym i o kulturze typowo północnosyberyjskiej, ale o języku ugrofińskim. Siedziby tak powstałych plemion jak również je same od XI wieku zwano w źródłach ruskich i arabskich „Jugra”. Pod naciskiem ekspansji Komiaków i Rosjan, rozpoczętej w XII–XIV wieku, Chantowie i Mansowie przenosili się na wschód, gdzie już na przełomie XV i XVI wieku zasiedlali swe dzisiejsze siedziby. W tym też okresie zamieszkałe przez nich obszary zostały przyłączone do Wlk. Ks. Moskiewskiego. Mimo początkowych buntów przeciwko władzy rosyjskiej obi-ugryjczycy pozostają w składzie Rosji do dziś.